# Bangladesh Bank
Die Bangladesh Bank (bengalisch বাংলাদেশ ব্যাংক, Bāṃlādeś Byāṃk) ist die am 16. Dezember 1971 gegründete Zentralbank Bangladeschs. Sie ist der Regierung des Landes unterstellt und wirkt als klassische Notenbank für die Stabilität des Taka.
Die Bank hat ihren Sitz im Bangladesh Bank Building, einem 115 Meter hohen Hochhaus im Geschäftszentrum von Dhaka. Am 31. März 2015 hatte die Bank Zweigstellen in Motijheel, Sadarghat, Chittagong, Khulna, Bogra, Rajshahi, Sylhet, Barisal, Rangpur und Mymensingh. 5807 Personen waren bei der Bank beschäftigt, darunter 3981 Bankangestellte im engeren Sinne.
Die großen Ratingagenturen bewerteten die Bank in den Jahren 2010 bis 2016 mit Ba3 (Moody’s), BB- (Standard & Poor’s und Fitch), jeweils mit stabilem Ausblick.

## Liste der bisherigen Direktoren (Governors)
Seit 1971 hatte die Bank insgesamt 11 Direktoren.
| Name                     | Amtszeit                              |
| ------------------------ | ------------------------------------- |
| Mr. A.N.M. Hamidullah    | 18. Januar 1972 – 18. November 1974   |
| A.K.N. Ahmed             | 19. November 1974 – 13. Juli 1976     |
| M. Nurul Islam           | 13. Juli 1976 – 12. April 1987        |
| Shegufta Bakht Chaudhuri | 12. April 1987 – 19. Dezember 1992    |
| Khorshed Alam            | 20. Dezember 1992 – 21. November 1996 |
| Lutfar Rahman Sarkar     | 21. November 1996 – 21. November 1998 |
| Mohammed Farashuddin     | 24. November 1998 – 22. November 2001 |
| Fakhruddin Ahmed         | 29. November 2001 – 30. April 2005    |
| Salehuddin Ahmed         | 1. Mai 2005 – 30. April 2009          |
| Atiur Rahman             | 1. Mai 2009 – 15. März 2016           |
| Fazle Kabir              | seit 18. März 2016                    |

## Cyberdiebstahl von 101 Millionen US$ am 4. Februar 2016
Am 4. Februar 2016 wurde die Bank Opfer eines groß angelegten Cyberdiebstahls. Cyberkriminelle hatten die internen Prozeduren der BB genau ausgespäht und analysiert und Berechtigungsnachweise von Mitarbeitern gestohlen. Dadurch wurde es ihnen möglich, Geldtransfers unter vorgegebener Identität zu initiieren. Der ganze Plan war auf den Diebstahl von bis zu einer Milliarde US$ vom BB-Konto bei der Federal Reserve Bank in New York City angelegt. Am 4. Februar 2015 kurz nach 0:00 Uhr begannen die Diebe damit, Geld in Chargen von jeweils einigen Millionen US$ vom Konto der Bangladesh Bank bei der Fed zu transferieren. Die Empfänger waren zum einen verschiedene private Konten bei der Rizal Commercial Banking Corporation (RCBC) auf den Philippinen und zum anderen bei der Pan Asia Banking Corporation (PABC) in Sri Lanka. Der Zeitpunkt des Cyberangriffs war genau gewählt worden: der 4. und 5. Februar 2016 waren in Bangladesch Bankfeiertage, und gleichermaßen der 5. und 6. Februar 2018 in den Vereinigten Staaten, Sri Lanka und den Philippinen.
Die Bank hatte jedoch Glück im Unglück: Durch die Zahl der Geldtransfers in kürzester Zeit auf private Konten wurden die zuständigen Stellen bei der Fed misstrauisch und stellten Anfragen an die BB zu einzelnen Zahlungen. Außerdem unterlief den Cyber-Bankräubern ein folgenschwerer Fehler. Zahlungsempfänger in Sri Lanka sollte die Shalika Foundation sein, eine vermeintliche Nicht-Regierungsorganisation, die den Dieben zur Geldwäsche dienen sollte. Bei dem Geldtransfer vertippten sich die Diebe jedoch und aus Foundation wurde Fandation. Die mit Organisation des Geldtransfers (routing) befasste Deutsche Bank stellte daraufhin eine offizielle Rückfrage an die Bangladesh Bank, die unbeantwortet blieb. Dadurch kam der Geldtransfer nach Sri Lanka nicht vollständig zustande und nach Sri Lanka erfolgten keine weiteren Geldtransfers.
Die Cyber-Kriminellen hatten die Kommunikationsinfrastruktur der Bank so manipuliert, dass SWIFT-Geldtransfers nicht mehr wie sonst üblich ausgedruckt werden konnten. Die leitenden Angestellten bei der Bank glaubten zunächst an ein gewöhnliches technisches Problem. Erst am 6. Februar konnten die Transaktionen wieder gedruckt werden und es wurde in den folgenden Tagen klar, dass unautorisierte Transaktionen erfolgt waren. Insgesamt waren 81 Millionen US$ zur RCBC auf die Philippinen und 20 Millionen US$ zur PABC nach Sri Lanka transferiert worden. Die 20 Millionen US$ in Sri Lanka konnten sichergestellt werden und wurden wieder an die Fed rücküberwiesen. Das in die Philippinen überwiesene Geld wurde weiter in Spielcasinos transferiert und verschwand dann in dunklen Kanälen. Die fünf primären Konten bei der philippinischen RCBC, auf die das Geld zunächst transferiert worden war, waren im Mai des Vorjahrens unter falschen Identitäten eingerichtet worden.
Die Bank hielt die Ereignisse zunächst vor der Öffentlichkeit geheim und informierte auch nicht die bangladeschische Regierung. Sie versuchte, die in den Philippinen verschwundenen 81 Millionen US$ wieder sicherzustellen und stellte eine offizielle Hilfsanfrage bei der philippinischen Zentralbank Bangko Sentral ng Pilipinas. Am 14. Februar 2016 flog ein Team der Bangladesh Bank auf die Philippinen. Bisher konnte der Verbleib der dorthin überwiesenen Summe nicht geklärt werden.
Am 7. März 2016 wurde der Skandal schließlich der Weltöffentlichkeit bekannt. Die bangladeschische Regierung beschuldigte zunächst die Fed in New York, nicht adäquat reagiert zu haben und drohte damit, diese vor dem Internationalen Gerichtshof zu verklagen. Die Fed reagierte in einer offiziellen Stellungnahme, dass es keine Evidenz für ein Verschulden auf ihrer Seite gäbe und dass die Transaktionen vollständig entsprechend dem SWIFT-Protokoll erfolgt und autorisiert gewesen seien.
Als Tatverdächtige wurden 4 philippinische und zwei chinesische Geschäftsleute benannt, die die Geldwäsche auf den Philippinen organisiert haben sollen.
Infolge des Skandals erklärte der Direktor, Atiur Rahman, am 15. März 2016 seinen Rücktritt. Zwei stellvertretende Direktoren wurden noch am selben Tag entlassen. Rahmans Nachfolger wurde der Finanzbeamte Fazle Kabir. Am 16. März 2016 setzte die Regierung unter Premierministerin Scheich Hasina eine Kommission zur Untersuchung der Vorfälle ein.